# Myelobia parnahyba
Myelobia parnahyba là một loài bướm đêm trong họ Crambidae.